# Ostrów Mazowiecka Miasto
Ostrów Mazowiecka Miasto – zamknięty przystanek kolejowy w mieście Ostrów Mazowiecka, w województwie mazowieckim, w Polsce.
"Rewitalizacja lini" Umowa między PKP PLK a wykonawcą, dotycząca rewitalizacji linii kolejowej Ostrów Mazowiecka - Małkinia Górna została oficjalnie podpisana. Projekt, współfinansowany przez samorząd województwa mazowieckiego kwotą prawie 45 mln zł, ma na celu modernizację i elektryfikację istniejącej linii kolejowej nr 34 oraz budowę nowej łącznicy w Małkini Górnej.